# Bernadette Conrad
Bernadette Conrad (* 1963 in Stuttgart) ist eine deutsche Journalistin und Schriftstellerin.

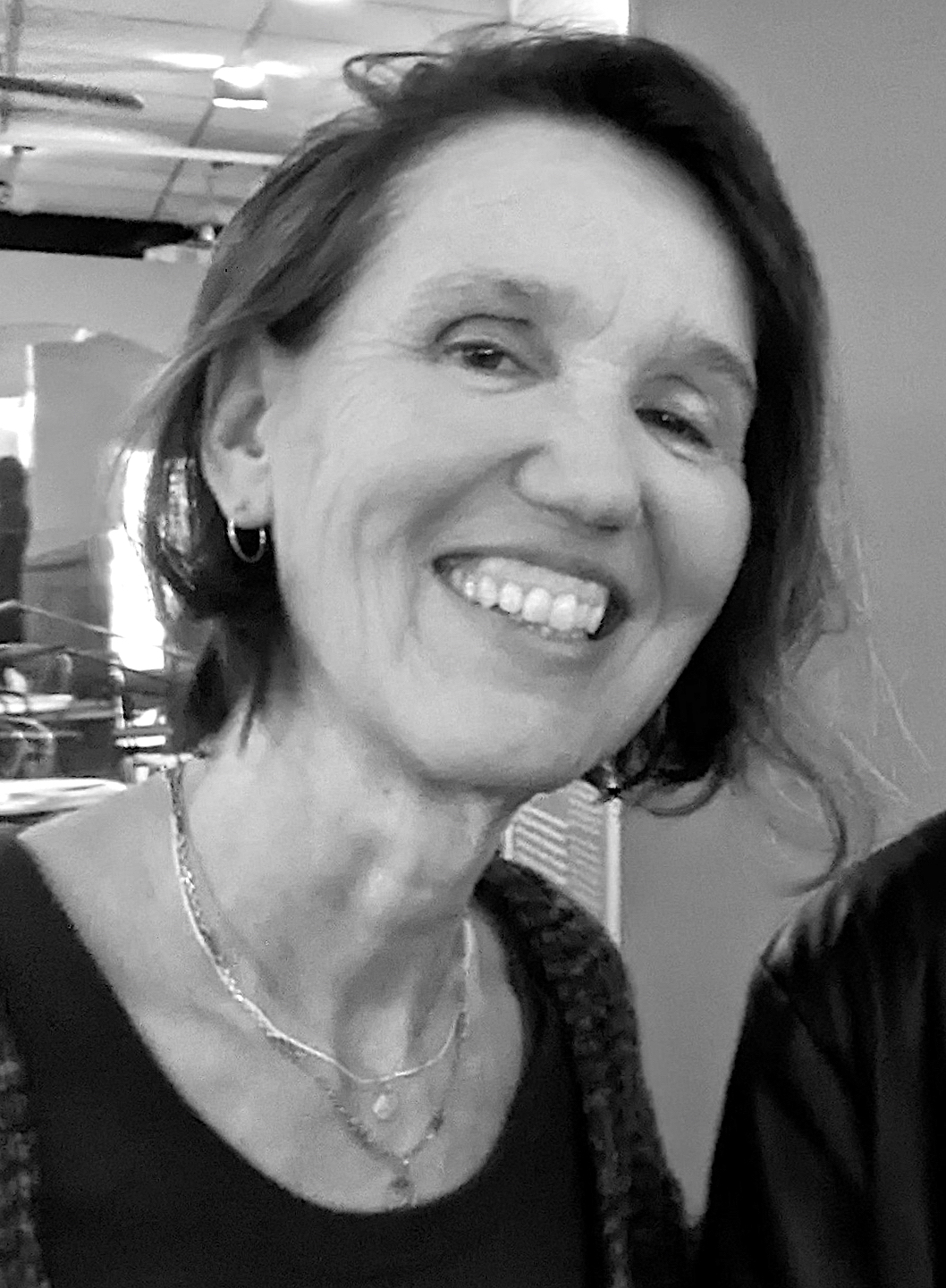
Bernadette Conrad (Berlin, 2025)

## Leben
Conrad studierte von 1983 bis 1988 Germanistik und Romanistik in Bonn und Konstanz. 1991 machte sie ein Diplom als Sozialpädagogin und arbeitete in der Alkohol- und Drogenberatung. Ab 1995 war sie als freiberufliche Journalistin von Konstanz aus vor allem für die Neue Zürcher Zeitung, Die Zeit und das Schweizer Radio SRF tätig. Von 2000 bis 2003 lebte Conrad als Auslandsjournalistin für diverse Schweizer Medien in Italien, 2013 als Writer in Residence in der Villa Aurora in Los Angeles. Seit 2016 wohnt sie in Berlin.
Bekannt wurde Bernadette Conrad vor allem durch ihre literarischen Reisereportagen und Porträts sowie eine Biografie der US-amerikanischen Schriftstellerin Paula Fox. 2023 erschien ihr erster Roman Was dich spaltet.

## Werke
- Nomaden im Herzen. Libelle Verlag, Lengwil 2006, ISBN 3-905707-08-X.
- Die vielen Leben der Paula Fox, C.H. Beck Verlag, München 2011, ISBN 978-3-406-61259-6.
- mit Usama Al Shahmani: Die Fremde – ein seltsamer Lehrmeister. Limmat Verlag, Zürich 2016, ISBN 978-3-85791-816-2.
- Die kleinste Familie der Welt. Vom spannenden Leben allein mit Kind. btb Verlag, München 2016, ISBN 978-3-442-75635-3.
- Groß und stark werden. Kinder unterwegs ins Leben. Gespräche mit Cornelia Funke, btb Verlag, München 2019, ISBN 978-3-442-75803-6.
- Was dich spaltet : Roman. Transit Verlag, Berlin 2023, ISBN 978-3-887-47398-3.

## Auszeichnungen
- 2010 Walliser Medienpreis
- 2011 Irland-Preis für die beste Reportage aus Irland
- 2012 Baden-Württembergisches Literaturstipendium
- 2013 Villa Aurora, Los Angeles, Writer in Residence[1]
- 2014 Feuchtwanger Stipendium der University of Southern California
- 2018 Berliner Autorenstipendium[2]